# 穆德加尔
穆德加尔（Mudgal），是印度卡纳塔克邦Raichur县的一个城镇。总人口19117（2001年）。

## 人口
该地2001年总人口19117人，其中男性9828人，女性9289人；0—6岁人口3071人，其中男1611人，女1460人；识字率51.55%，其中男性为61.90%，女性为40.59%。